# Nová Dedinka
Nová Dedinka ist eine Gemeinde in der Westslowakei nahe der Kleinen Donau, etwa sechs Kilometer von Senec und 25 Kilometer von der Hauptstadt Bratislava entfernt.

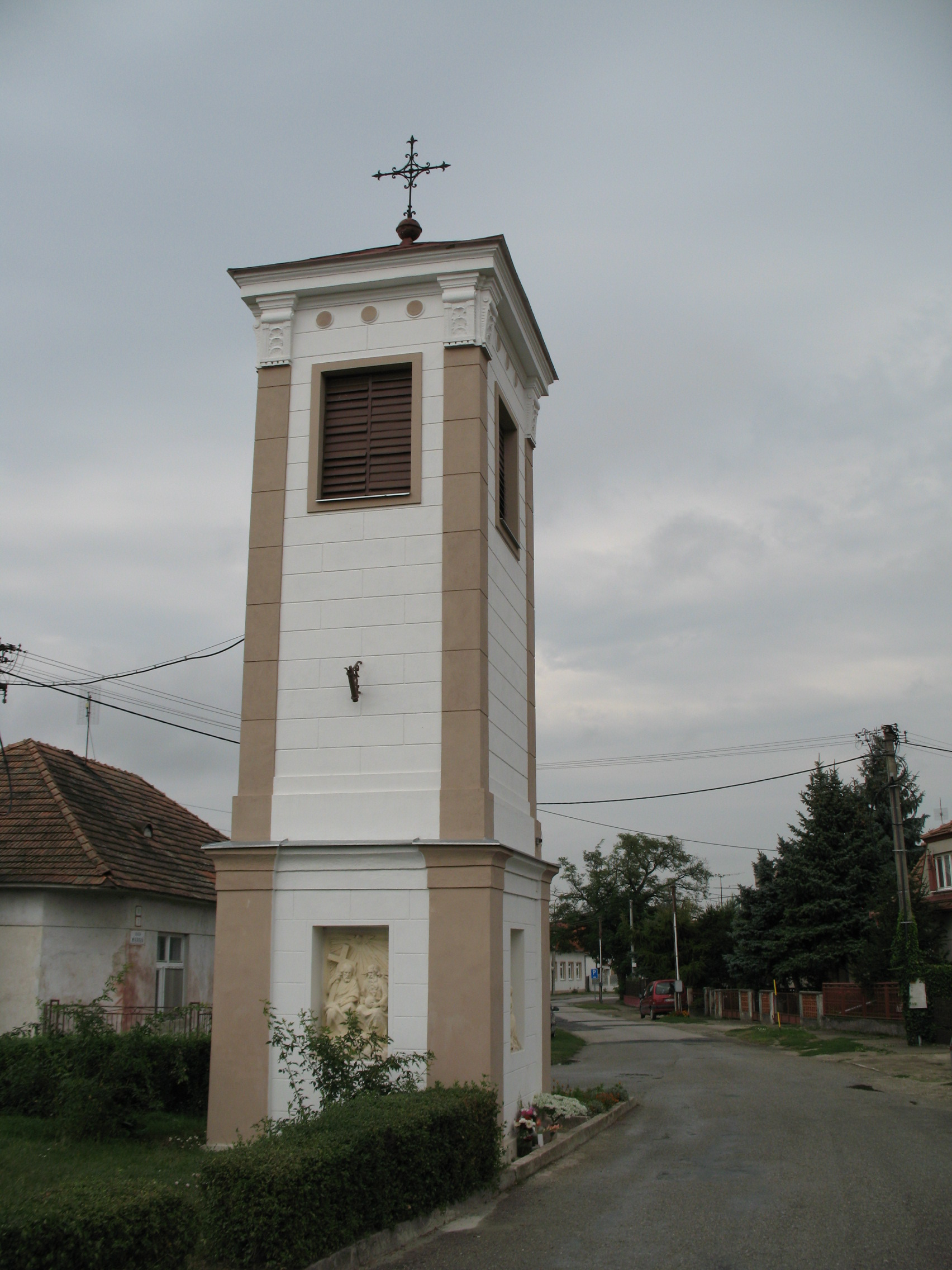
Glockenturm in Nová Dedinka

Sie entstand 1960 aus den Orten Dedinka pri Dunaji (deutsch Schaap) und Nová Ves pri Dunaji (deutsch [Donau-]Neudorf).
Bis 1918 gehörte die damaligen Gemeindeteile zum Königreich Ungarn und kamen dann zur neu entstandenen Tschechoslowakei, durch den Ersten Wiener Schiedsspruch kamen sie von 1938 bis 1945 kurzzeitig wieder zu Ungarn.

## Kultur
- Siehe auch: Liste der denkmalgeschützten Objekte in Nová Dedinka

## Bevölkerung
| Jahr                | 1994 | 2004    | 2014     | 2024     |
| ------------------- | ---- | ------- | -------- | -------- |
| Anzahl der Personen | 1592 | 1751    | 2315     | 3608     |
| Unterschied         |      | +9,98 % | +32,21 % | +55,85 % |

| Jahr                | 2023 | 2024    |
| ------------------- | ---- | ------- |
| Anzahl der Personen | 3533 | 3608    |
| Unterschied         |      | +2,12 % |